# Marsa (Malta)
Marsa (officiële naam Il-Marsa) is een plaats en gemeente in het zuiden van Malta met een inwoneraantal van 5389 (november 2005). In Marsa bevindt zich de nationale energiecentrale van het land Malta.
In Marsa worden twee jaarlijkse festi georganiseerd. Een eerste festa vindt plaats op de eerste zondag van juni ter ere van de heilige Drie-Eenheid; een tweede dorpsfeest ter ere van Maria wordt gevierd op de laatste zondag van augustus.
In 2014 werd de internationale finale van het Junior Eurovisiesongfestival 2014 georganiseerd in Marsa.

## Bekende personen

### Geboren
- Norbert Attard (1980), darter